# Triệu Tử Dương
Triệu Tử Dương (giản thể: 赵紫阳; phồn thể: 趙紫陽; bính âm: Zhào Zǐyáng; Wade–Giles: Chao Tzu-yang; 17 tháng 10 năm 1919 – 17 tháng 1 năm 2005) là một chính trị gia Trung Quốc. Ông từng giữ chức vụ Thủ tướng Quốc vụ viện Cộng hòa Nhân dân Trung Hoa từ năm 1980 tới 1987 và Tổng bí thư Ban chấp hành Trung ương Đảng Cộng sản Trung Quốc từ năm 1987 tới 1989. Khi là một quan chức cao cấp trong Chính phủ, ông đã lãnh đạo phe cải cách tiến hành những biện pháp cải cách thị trường đóng góp lớn vào tăng trưởng sản xuất và tìm kiếm các biện pháp giải quyết tình trạng quan liêu cũng như chiến đấu chống tham nhũng. Từng được đề cử là người kế tục Đặng Tiểu Bình, Triệu Tử Dương đã bị thanh trừng vì có tình cảm với những sinh viên tham gia biểu tình trên Quảng trường Thiên An Môn năm 1989 và sống mười lăm năm cuối cuộc đời trong hoàn cảnh bị quản thúc tại gia.

## Nổi lên nắm quyền lực
Triệu Tử Dương, tên khai sinh là Triệu Tu Nghiệp (赵修业), đổi thành Tử Dương khi ông học trung học. Là con trai một địa chủ giàu có tại Hoạt huyện, tỉnh Hà Nam, ông gia nhập Liên đoàn Thanh niên Cộng sản năm 1932 và hoạt động ngầm với tư cách một thành viên Đảng Cộng sản trong Chiến tranh Trung-Nhật (1937-1945) và cuộc Nội chiến Trung Quốc sau đó. Cha ông đã bị các thành viên của đảng giết hại hồi cuối thập niên 1940. Ông trở thành một nhân vật nổi bật của Đảng tại Quảng Đông từ năm 1951 và đưa ra nhiều biện pháp cải cách nông nghiệp thành công. Năm 1962, Triệu Tử Dương bắt đầu giải tán hệ thống hợp tác xã nhằm làm tái xuất hiện trở lại những người nông dân tư hữu ruộng đất trong khi vẫn quy định các hợp đồng sản xuất tới từng hộ cá thể. Ông cũng chỉ đạo một cuộc thanh trừng mạnh các cán bộ bị buộc tội tham nhũng hay có quan hệ với Quốc Dân Đảng. Tới năm 1965 Triệu Tử Dương đã là bí thư Đảng tỉnh Quảng Đông, dù không phải là một thành viên của Uỷ ban Trung ương Đảng.
Là một người ủng hộ những biện pháp cải cách của Lưu Thiếu Kỳ, ông bị cách chức bí thư đảng năm 1967 trong cuộc Cách mạng Văn hóa, bị giải đi trên các đường phố Quảng Châu với một chiếc mũ giấy trên đầu và bị gọi là "một tàn tích thối tha của tầng lớp địa chủ". Ông phải sống 4 năm với tư cách một lao động cưỡng bách trong một nhà máy. Năm 1971 ông được giao việc trở thành một viên chức tại Nội Mông và sau đó quay lại Quảng Đông năm 1972.
Triệu Tử Dương đã được Chu Ân Lai khôi phục tư cách chính trị năm 1973, được chỉ định vào Uỷ ban Trung ương, và được cử tới tỉnh lớn nhất Trung Quốc, tỉnh Tứ Xuyên, làm Chủ nhiệm Ủy ban Cải cách tỉnh Tứ Xuyên (chức vụ tên gọi cũ của Tỉnh trưởng Chính phủ Nhân dân), Bí thư thứ nhất Tỉnh ủy tỉnh Tứ Xuyên (Bí thư Tỉnh ủy) năm 1975.
Về mặt kinh tế, Tứ Xuyên đã bị tàn phá sau cuộc Đại nhảy vọt, và cuộc Cách mạng Văn hóa sau đó. Triệu Tử Dương đưa ra những cải cách nông nghiệp một cách căn bản và theo định hướng thị trường với nhiều thành công, dẫn tới tăng trưởng sản xuất công nghiệp tới 81% và sản lượng nông nghiệp 25% trong vòng 3 năm. Đặng Tiểu Bình coi "Kinh nghiệm Tứ Xuyên" là mô hình cho Cải cách kinh tế Trung Quốc và Triệu Tử Dương được bầu làm thành viên dự khuyết Bộ chính trị năm 1977 và trở thành thành viên đầy đủ năm 1979. Ông gia nhập Ban Thường vụ Bộ chính trị năm 1982.

## Sống sót sau những âm mưu ám sát
Bởi Tứ Xuyên là cứ điểm mạnh của phe cấp tiến trong Cách mạng Văn hóa, những kẻ ủng hộ nhiệt thành của Bè lũ Bốn tên (Tứ nhân bang) phản đối kịch liệt các biện pháp cải cách của ông. Tuy nhiên, chính sách của Triệu Tử Dương được đại đa số nhân dân ủng hộ và những kẻ theo Bè lũ Bốn tên quay sang tìm cách ám sát ông khi tất cả các biện pháp khác không mang lại hiệu quả. Trong những năm Cách mạng Văn hóa tại Tứ Xuyên, không ít hơn nửa tá âm mưu ám sát đã nhằm vào ông, và vụ nghiêm trọng nhất xảy ra khi chiếc xe jeep của ông bị phục kích trong một thung lũng trong một chuyến đi, ông thoát chết trong đường tơ kẽ tóc, nhưng trong một nỗ lực nhằm cứu ông, người tài xế/thư ký đã chết trong vụ lở đất nhân tạo. Dù các vụ ám sát ông chỉ làm thiệt mạng duy nhất một người, những kẻ phạm tội mãi tới năm 1983 mới bị bắt, rất lâu sau cuộc Cách mạng Văn hóa.

## Nhà lãnh đạo cải cách
Sau 6 tháng làm Phó thủ tướng, Triệu Tử Dương được chỉ định làm Thủ tướng năm 1980 thay thế Hoa Quốc Phong, người được chỉ định làm người kế tục của Mao, nhưng khi ấy đang dần bị Đặng Tiểu Bình "hất cẳng".
Ông đã đưa ra "lý thuyết giai đoạn đầu tiên," một tiến trình biến đổi hệ thống xã hội chủ nghĩa đặt ra nền tảng giai đoạn cho hầu hết các cải cách kinh tế sau này ở Trung Quốc. Với tư cách Thủ tướng, ông đã áp dụng nhiều chính sách từng mang lại thành công ở Tứ Xuyên, gồm cả việc trao quyền tự quản hạn chế cho các doanh nghiệp công nghiệp và tăng quyền tự quyết trong sản xuất nông nghiệp của người nông dân. Triệu Tử Dương khuyến khích các tỉnh ven biển phát triển trở thành những vùng kinh tế đặc biệt thu hút đầu tư nước ngoài và tạo ra các cổng xuất khẩu. Chính sách này đã mang lại tăng trưởng mạnh mẽ trong cả sản lượng nông nghiệp và công nghiệp trong suốt thập niên 1980, nhưng cải cách kinh tế của ông cũng bị chỉ trích vì dẫn tới lạm phát. Triệu Tử Dương cũng kiên quyết ủng hộ một chính sách đối ngoại mở, tạo lập quan hệ tốt với phương Tây, lực lượng có khả năng giúp đỡ Trung Quốc phát triển kinh tế.
Triệu Tử Dương là người tin tưởng tuyệt đối vào Đảng, nhưng ông định nghĩa về chủ nghĩa xã hội khác biệt so với những đảng viên bảo thủ. Triệu Tử Dương gọi cuộc cải cách chính trị là "cuộc thử nghiệm lớn nhất của chủ nghĩa xã hội". Ông tin rằng tăng trưởng kinh tế kết nối trực tiếp với tiến trình dân chủ hóa. Ngay từ năm 1986, Triệu Tử Dương là lãnh đạo cao cấp đầu tiên của Trung Quốc kêu gọi thay đổi, bằng cách đưa ra các ứng cử viên trong các cuộc bầu cử từ cấp xã cho tới Ban Chấp hành Trung ương Đảng.
Trong thập niên 1980, Triệu Tử Dương được nhiều người coi là một cá nhân theo chủ nghĩa xét lại Chủ nghĩa Mác. Ông ủng hộ sự minh bạch trong hoạt động của Chính phủ và một cuộc đối thoại quốc gia gồm cả các công dân bình thường trong quá trình lập chính sách, khiến ông nổi tiếng trong đông đảo dân chúng. Tại Tứ Xuyên, nơi ông áp dụng chính sách tái cơ cấu kinh tế từ thập niên 1970, có câu nói: "要吃粮，找紫阳" (yao chi liang, zhao Ziyang, âm Hán-Việt: yếu ngật lương, trảo Tử Dương). Cách chơi chữ theo tên ông, dịch thoát có nghĩa "nếu bạn muốn kiếm sống, hãy theo Tử Dương."

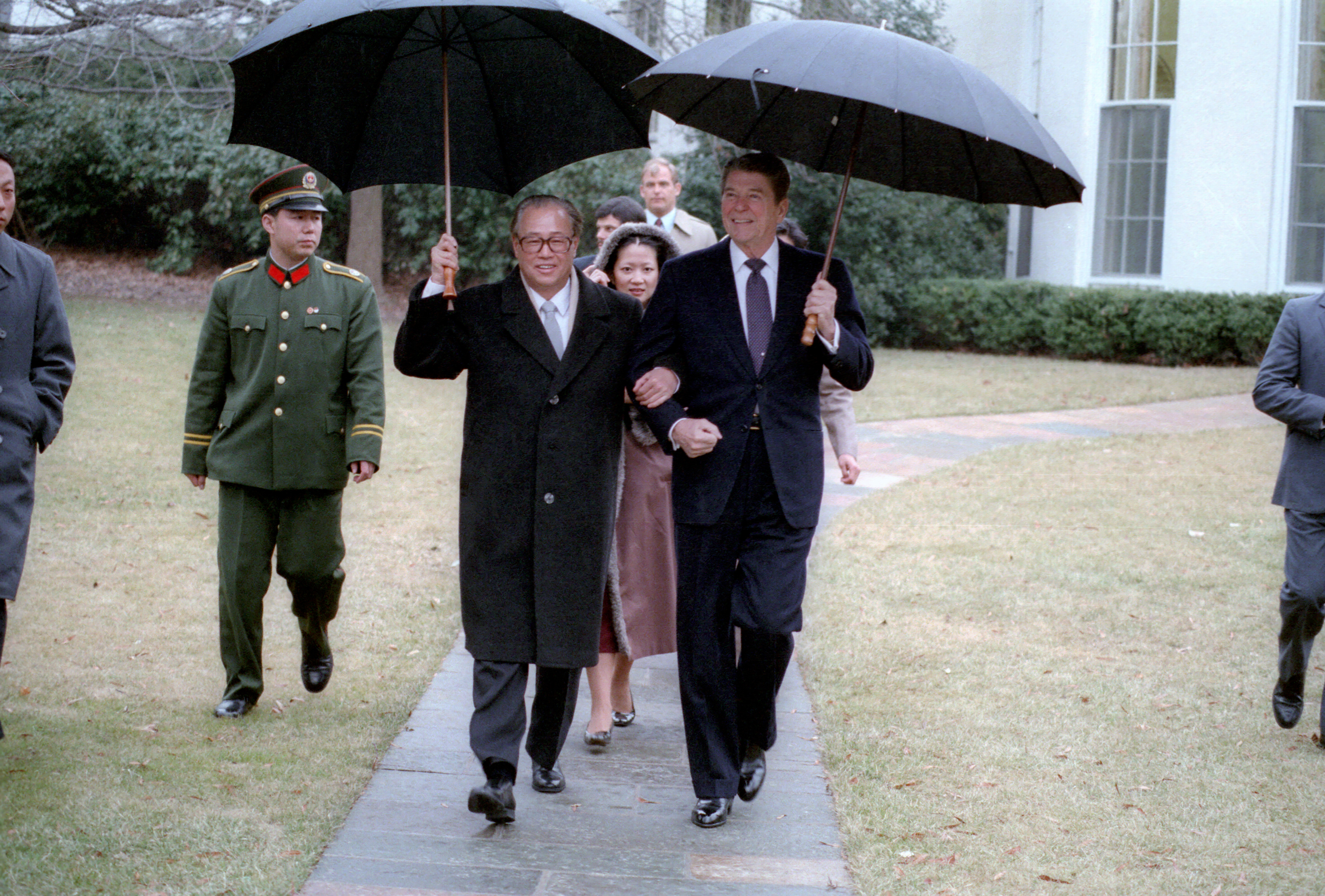
Tổng thống Hoa Kỳ Ronald Reagan đi bộ với Thủ tướng Triệu Tử Dương tại Nhà Trắng trong chuyến thăm 1984.

Tháng 1 năm 1987, Đặng Tiểu Bình buộc nhà lãnh đạo phe cải cách Hồ Diệu Bang từ chức vì quá khoan dung với các sinh viên phản kháng; Triệu Tử Dương được chọn lên thay thế ông Hồ làm Tổng Bí thư Ban Chấp hành Trung ương Đảng Cộng sản Trung Quốc, ghế Thủ tướng được nhường lại cho Phó Thủ tướng Lý Bằng. Điều này khiến ông trở thành ứng cử viên sẽ thay thế Đặng trở thành nhà lãnh đạo tối cao. Trong khi Tổng Bí thư Triệu Tử Dương nới lỏng kiểm soát Chính phủ trong lĩnh vực công nghiệp và tạo lập các vùng tự do kinh doanh ở các tỉnh ven biển, Thủ tướng Lý Bằng lại ưa thích cách tiếp cận thận trọng hơn và muốn dựa nhiều hơn vào kế hoạch hóa trung ương và quản lý từ bên trên.
Trong Đại hội Đảng năm 1987 Triệu Tử Dương tuyên bố Trung Quốc đang ở trong "một giai đoạn đầu của chủ nghĩa xã hội" có thể kéo dài 100 năm. Theo tiền đề này, Trung Quốc cần thử nghiệm nhiều hệ thống kinh tế nhằm kích thích sản xuất. Triệu Tử Dương đã đề xuất tách biệt các vai trò của Đảng và Nhà nước, một đề xuất từ đó đã trở thành chủ đề cấm kỵ. Theo các nhà quan sát phương Tây, 2 năm làm Tổng Bí thư của Triệu Tử Dương là thời gian mở cửa nhất trong lịch sử Trung Quốc hiện đại—nhiều hạn chế về tự do ngôn luận và tự do báo chí đã được nới lỏng, cho phép giới trí thức tự do đề xuất các cải thiện cho đất nước.
Một điều không kém tầm quan trọng, trong khu vực kinh tế, Triệu Tử Dương là một trong những lãnh đạo đầu tiên ủng hộ việc giảm kiểm soát nhà nước với các doanh nghiệp và tăng cường sở hữu tư nhân qua cổ phần hóa. Dù ý tưởng đó cũng đã trở thành một điều cấm kị trong thời cầm quyền của ông, nó đã thực sự trở thành thực tế từ thập niên 1990.
Đề xuất của Triệu Tử Dương vào tháng 5 năm 1988 nhằm tăng cải cách giá dẫn đến những lời phàn nàn trên toàn quốc về lạm phát siêu tốc và khiến những đối thủ phản đối cải cách nhanh chóng kêu gọi trung ương hóa hơn nữa các biện pháp quản lý kinh tế và ngăn chặn mạnh hơn những ảnh hưởng từ phương Tây. Hiện tượng này khiến một cuộc tranh luận chính trị nhanh chóng xuất hiện, và ngày càng trở nên sôi nổi trong mùa đông năm 1988 tới 1989.
Nửa sau năm 1988 môi trường chính trị của Triệu Tử Dương dần giảm sút. Trên thực tế, chính Triệu Tử Dương rơi vào cuộc chiến đa mặt trận với những đảng viên lớp già, những người ngày càng bất mãn với cách tiếp cận của ông với những vấn đề ý thức hệ, cũng như phái bảo thủ trong Bộ Chính trị dẫn đầu là Lý Bằng và Diêu Y Lâm, những người luôn đối lập với ông trong việc lập chính sách kinh tế và tài chính. Cùng lúc ấy, Triệu Tử Dương phải đối đầu với áp lực ngày càng tăng từ tình trạng tham nhũng từ các quan chức và thành viên gia đình họ.
Sau năm 1989, rõ ràng Triệu Tử Dương phải đương đầu với khó khăn ngày càng lớn, tới mức ông phải chiến đấu cho sinh mệnh chính trị của chính mình. Nếu ông không có khả năng thay đổi mọi việc một cách nhanh chóng, một cuộc đấu tranh cuối cùng với các thành viên bảo thủ trong đảng là điều không thể tránh được. Và nó đã diễn ra, các cuộc phản kháng của sinh viên bắt nguồn từ cái chết bất ngờ của cựu Tổng Bí thư Ban Chấp hành Trung ương Đảng Cộng sản Trung Quốc Hồ Diệu Bang, được nhiều người coi là một lãnh đạo có đầu óc cải cách, đã trao cho Triệu Tử Dương cơ hội vàng để giành lại quyền lực chính trị và thúc đẩy thực hiện kế hoạch cải cách của mình.

## Bị thanh trừng sau Sự kiện Thiên An Môn năm 1989
Cái chết của Hồ Diệu Bang ngày 15 tháng 4 năm 1989, cộng với khó khăn kinh tế gia tăng do lạm phát, là cơ sở nảy sinh sự phản kháng trên diện rộng năm 1989 của sinh viên, trí thức, và các thành phần dân cư đô thị bất mãn khác. Các cuộc biểu tình của sinh viên, trong hoàn cảnh không khí chính trị cởi mở, phản ứng trước nhiều vấn đề xã hội, mà họ cho rằng bắt nguồn từ nguyên nhân cải cách chậm chạp. Trớ trêu thay, một số lời chỉ trích ban đầu lại nhắm vào Triệu Tử Dương. Những người cứng rắn trong đảng dần tiến gần đến một phương pháp giải quyết mạnh, cho rằng sự thay đổi quá nhanh đã gây ra tình trạng hỗn loạn và sự thất vọng lan tràn trong giới sinh viên. Những người phản kháng kêu gọi chấm dứt tình trạng tham nhũng hầu như đã trở thành chính thức và bảo vệ các quyền được bảo đảm trong Hiến pháp Cộng hòa Nhân dân Trung Hoa. Những cuộc phản kháng cũng lan tới các thành phố khác, kể cả Thượng Hải và Quảng Châu.
Những sự kiện bi kịch của cuộc phản kháng Thiên An Môn năm 1989 đã chấm dứt hoạt động chính trị của Triệu Tử Dương cũng như khiến bất kỳ một phong trào dân chủ nào khác không còn cơ hội diễn ra. Khi ông đang có một chuyến thăm chính thức tới Bình Nhưỡng, phe cứng rắn trong Đảng đã lợi dụng cơ hội tuyên bố những cuộc phản kháng đang diễn ra là "phản cách mạng." Ngay khi trở về từ Bình Nhưỡng, Triệu Tử Dương đã nhiều lần cố gắng lái sự việc theo hướng mà ông gọi là "một con đường dựa trên dân chủ và quy định của pháp luật". Ông mở các kênh đối thoại trực tiếp giữa các sinh viên và Chính phủ ở nhiều cấp. Ông cũng ra lệnh cho truyền thông đưa tin về các cuộc phản kháng ở mức tự do chưa từng thấy. Một số sáng kiến lập pháp với mục tiêu cải cách báo chí, truyền thông và giáo dục cũng đang được thực thi. Tuy nhiên, các sáng kiến của Triệu Tử Dương, cùng với thái độ hoà giải với sinh viên bị những thành viên cao tuổi và có thái độ cứng rắn trong đảng coi là những bước đẩy nhanh quá trình phá vỡ sự quản lý của Đảng, vì thế là một thảm hoạ thực sự. Buổi tối ngày 16 tháng 5 đánh dấu sự chấm dứt vĩnh viễn sự nghiệp chính trị của ông. Ngay từ đầu cuộc gặp gỡ với nhà lãnh đạo Xô viết Mikhail Gorbachev khi ấy đang ở thăm Trung Quốc, Triệu Tử Dương đã đưa ra một tuyên bố gây ngạc nhiên rằng Đặng Tiểu Bình, dù khi ấy đã chính thức không còn là một thành viên của Ban Chấp hành Trung ương Đảng, vẫn có tiếng nói cuối cùng trong việc đưa ra quyết định. Hành động của Triệu Tử Dương được coi là một dấu hiệu rõ ràng về sự từ giã khỏi giới lãnh đạo Đảng, đặc biệt với nhà lãnh đạo tối cao già cả. Chính lúc này Triệu Tử Dương đã hoàn toàn mất niềm tin của Đặng Tiểu Bình, người bảo trợ và cố vấn chính trị từ rất lâu của ông. Tối ngày 18 tháng 5, Triệu Tử Dương được triệu tới nhà của Đặng và một cuộc nhóm họp vội vàng của Ban Thường vụ Bộ Chính trị đã kêu gọi áp đặt thiết quân luật với một phiếu chống duy nhất của Triệu Tử Dương.
Ngay trước 5 giờ sáng ngày 19 tháng 5, Triệu Tử Dương xuất hiện trên Quảng trường Thiên An Môn và đi trong đám đông những người phản kháng. Với một chiếc loa, ông nói bài phát biểu nổi tiếng sau với các sinh viên tại Quảng trường. Bài phát biểu này lần đầu được phát sóng trên toàn quốc qua Đài truyền hình Trung ương.
| “ | Các sinh viên, chúng tôi đến quá trễ. Chúng tôi xin lỗi. Các bạn nói về chúng tôi, chỉ trích chúng tôi, đó đều là việc cần thiết. Lý do tôi đến đây không phải để yêu cầu các bạn tha thứ cho chúng tôi. Tất cả những điều tôi muốn nói là các sinh viên đang trở nên yếu ớt, đây đã là ngày thứ 7 của cuộc tuyệt thực, các bạn không thể tiếp tục như vậy. Khi thời gian trôi qua, nó sẽ ảnh hưởng tới thân thể các bạn một cách không thể phục hồi, nó có thể rất nguy hiểm tới tính mạng các bạn. Hiện nay điều quan trọng nhất là chấm dứt cuộc tuyệt thực này. Tôi biết, cuộc tuyệt thực của các bạn diễn ra với hy vọng Đảng và Chính phủ sẽ đưa ra cho các bạn một câu trả lời thích đáng. Tôi cảm thấy rằng sự trao đổi giữa chúng ta là mở. Một số vấn đề chỉ có thể được giải quyết sau một số quy trình. Ví dụ, các bạn đã đề cập tới bản chất vụ việc, vấn đề trách nhiệm, tôi cảm thấy rằng các vấn đề đó cuối cùng sẽ được giải quyết, chúng ta có thể đạt tới một thoả thuận hai bên. Tuy nhiên, các bạn cũng phải biết rằng tình hình rất phức tạp, đó sẽ là một quá trình dài. Các bạn không thể tiếp tục cuộc tuyệt thực tới ngày thứ 7, và vẫn đòi hỏi một câu trả lời thích đáng trước khi chấm dứt nó. Các bạn vẫn còn trẻ, còn nhiều thời gian phía trước, các bạn phải sống khoẻ mạnh, và chứng kiến ngày khi Trung Quốc hoàn thành cuộc bốn hiện đại hóa. Các bạn không như chúng tôi, chúng tôi đã già, nó không còn quá quan trọng với chúng tôi nữa. Không dễ dàng để đất nước này và cha mẹ các bạn cung cấp phương tiện cho các bạn học tập ở các trường đại học. Hiện tại tất cả các bạn đều đang ở lứa tuổi 20, và muốn hy sinh cuộc sống một cách quá dễ dàng, các sinh viên, chẳng lẽ các bạn không biết suy nghĩ một cách lôgíc? Hiện tại tình thế rất nghiêm trọng, các bạn đều biết, Đảng và đất nước rất lo ngại, cả xã hội đang lo lắng. Bên cạnh đó, Bắc Kinh là thủ đô, tình hình đang xấu đi và xấu đi ở mọi nơi, điều này không thể tiếp diễn, nhưng nếu nó tiếp diễn, mất kiểm soát, nó sẽ gây ra những hậu quả nghiêm trọng ở nhiều nơi. Tôi kết luận, tôi chỉ có một mong muốn. Nếu các bạn dừng cuộc tuyệt thực, Chính phủ sẽ không đóng cánh cửa đối thoại, không bao giờ! Những vấn đề các bạn đưa ra, chúng ta có thể tiếp tục thảo luận. Dù có thể hơi chậm, nhưng chúng ta đang đạt tới một số thoả thuận về một số vấn đề. Hôm nay tôi chỉ muốn gặp các sinh viên, và bày tỏ các tình cảm của chúng tôi. Hy vọng các sinh viên sẽ trầm tư suy nghĩ về vấn đề này. Điều này không thể được xem xét thấu đáo trong những hoàn cảnh phi lôgíc. Tất cả các bạn đều có sức mạnh đó, sau tất cả các bạn là những người trẻ tuổi. Trước kia chúng tôi cũng từng có tuổi trẻ, chúng tôi đã phản kháng, nằm chặn các tuyến đường sắt, khi ấy chúng tôi không bao giờ nghĩ về điều sẽ xảy ra trong tương lai. Cuối cùng, một lần nữa tôi muốn cầu xin các bạn sinh viên, hãy trầm tư suy nghĩ về tương lai. Có nhiều điều có thể được giải quyết. Tôi hy vọng các bạn sẽ chấm dứt cuộc tuyệt thực này sớm, cảm ơn. | ” |

"Chúng tôi đã già, nó không còn quan trọng với chúng tôi nữa." đã trở thành một câu trích dẫn nổi tiếng sau đó. Và đó cũng là lần xuất hiện cuối cùng của ông trước công chúng.

### Quản thúc tại gia đến khi chết
Những người phản kháng không giải tán. Một ngày sau chuyến thăm ngày 19 tháng 5 của Triệu Tử Dương tới Quảng trường Thiên An Môn, Thủ tướng Lý Bằng công khai tuyên bố thiết quân luật. Trong cuộc tranh giành quyền lực sau đó, Triệu Tử Dương bị tước mọi chức vụ. Thậm chí tới ngày nay, động cơ hành động của ông vẫn là một chủ đề gây tranh cãi với nhiều người. Một số người nói ông đã tới quảng trường với hy vọng một hành động hòa giải sẽ là công cụ giúp ông chống lại những người phe cứng rắn như Thủ tướng Lý Bằng. Những người khác tin rằng ông ủng hộ những người phản kháng, nhưng không muốn thấy họ bị đàn áp khi quân đội được điều đến. Sau vụ việc, Triệu Tử Dương bị quản thúc tại gia và chức vụ Tổng Bí thư Đảng được thay thế bởi Giang Trạch Dân, người cũng đã đàn áp các vụ phản kháng tương tự tại Thượng Hải nhưng với ít đổ máu hơn.
Triệu Tử Dương tiếp tục bị giám sát chặt chẽ và chỉ được cho phép rời nhà hay tiếp khách với sự cho phép từ các lãnh đạo cấp cao nhất của Đảng. Thỉnh thoảng có những thông báo về việc ông tham gia lễ tang của một trong các đồng chí của ông đã qua đời hoặc thăm những vùng khác của Trung Quốc hay chơi golf tại các sân golf ở Bắc Kinh, nhưng Chính phủ thực sự đã thành công trong việc giữ kín ông khỏi báo giới và những cuốn sách lịch sử. Trong giai đoạn đó, chỉ một số bức ảnh chụp một Triệu Tử Dương tóc hoa râm tới được tay báo giới. Ít nhất hai lần Triệu Tử Dương đã viết thư, gửi tới Chính phủ Trung Quốc, trong đó ông đưa ra đề xuất đánh giá lại cuộc Thảm sát Thiên An Môn. Một trong những bức thư đó đã xuất hiện trước Đại hội thứ 15 Đảng Cộng sản Trung Quốc. Một bức khác xuất hiện trong chuyến thăm Trung Quốc năm 1998 của Tổng thống Hoa Kỳ Bill Clinton. Không bức nào được xuất bản tại Trung Hoa lục địa.

## Cái chết và thái độ im lặng
Tháng 2 năm 2004, Triệu Tử Dương đã bị viêm phổi khiến ông phải nằm viện ba tuần. Triệu Tử Dương một lần nữa phải vào viện vì bệnh phổi ngày 5 tháng 12 năm 2004. Các thông báo về cái chết của ông đã bị chính thức bác bỏ đầu tháng 1 năm 2005. Sau đó, vào ngày 15 tháng 1, ông được thông báo đang trong tình trạng hôn mê sau nhiều cơn tai biến. Theo nhà hoạt động Frank Lu, Phó Chủ tịch nước Tăng Khánh Hồng đã tới thăm Triệu Tử Dương trong bệnh viện. Triệu Tử Dương mất ngày 17 tháng 1 tại một bệnh viện ở Bắc Kinh lúc 07:01 ở tuổi 85. Hiện người vợ thứ hai của ông, Lương Bá Kỳ, đang sống cùng năm người con (một gái và bốn trai).
Phản ứng của Chính phủ trước cái chết của Triệu Tử Dương là một sự im lặng đáng kinh ngạc, có lẽ vì sợ rằng những lễ tang với đông người tham gia sẽ dẫn tới những cuộc phản kháng khắp quốc gia như đã từng xảy ra sau cái chết của Chu Ân Lai và Hồ Diệu Bang. Tân Hoa Xã cơ quan thông tin chính thức của Chính phủ thông báo "Triệu Tử Dương đã mất ở tuổi 85" ở phần tin tiếng Anh của họ, trong khi tiêu đề bằng tiếng Trung Quốc viết "Đồng chí Triệu Tử Dương đã chết." Bản tin không đề cập tới bất kì danh hiệu chính thức nào của ông. Đây được coi là một điều bất thường, bởi những người ở chức vụ thấp hơn ông cũng không bị tước danh hiệu, như nhà cách mạng vĩ đại, được nhân dân yêu mến, vân vân. Cái chết của Triệu Tử Dương không được đề cập tới trên các chương trình TV và đài phát thanh nhà nước. Tất cả báo chí Trung Quốc đều có cáo phó dài 59 từ như nhau ngày hôm sau, khiến dân chúng chỉ có thể biết chi tiết qua Internet. Các Diễn đàn Internet, như Strong Nation Forum và Sina.com tràn ngập những bức thư thể hiện sự chia buồn, nhưng chúng nhanh chóng bị những người quản lý xoá bỏ, khiến các quản lý bị tấn công vì hành động đó.
Tại Hồng Kông, 10.000–15.000 đã tham dự buổi lễ đốt nến tưởng niệm Triệu Tử Dương. Những người dân lục địa như Chen Juoyi đã nói rằng các nhà lập pháp Hông Kông không được phép tham gia bất kì buổi lễ vĩnh biệt nào, tuyên bố "... theo quy tắc 'một đất nước, hai chế độ' một nhà lập pháp Hồng Kông không thể quan tâm tới bất kì điều gì về lục địa Trung Quốc." Lời nói trên đã gây ra một cơn bão chính trị ở Hồng Kông kéo dài tới ba ngày sau đó. Tư Đồ Hoa, chủ tịch Liên minh Hồng Kông hỗ trợ các phong trào dân chủ yêu nước tại Trung Quốc, đã nói rằng việc những người Cộng sản đàn áp buổi lễ tưởng niệm là sai lầm. Hai mươi bốn nhà lập pháp thuộc liên minh dân chủ đã chống đối vị chủ tịch Hội đồng lập pháp Hồng Kông, nhấn mạnh rằng an ninh đã được tăng cường tại Quảng trường Thiên An Môn và tại nhà Triệu Tử Dương, và rằng chính quyền đang tìm cách ngăn chặn bất kỳ buổi lễ bày tỏ sự đau buồn nào của dân chúng.
Những buổi lễ tưởng niệm tương tự cũng được tổ chức trên khắp thế giới, đáng chú ý nhất là tại Thành phố New York và Washington, DC với sự tham gia của các quan chức Chính phủ Mỹ và những người bất đồng chính trị.
Các chức danh của Triệu Tử Dương thông thường đủ để ông có được một tang lễ cấp quốc gia, nhưng Chính phủ Cộng hòa Nhân dân Trung Hoa đã nói rằng các buổi lễ tang như kiểu dành cho những nhà lãnh đạo cũ đã không còn thích hợp và chúng sẽ không được tổ chức nữa. Những người hoài nghi đã đặt vấn đề liệu những đám tang trong tương lai của các cựu lãnh đạo Trung Quốc có diễn ra trong im ắng như đám tang Triệu Tử Dương hay không.
Ngày 29 tháng 1 năm 2005 Chính phủ tổ chức một lễ tang cho ông tại Nghĩa trang Cách mạng Bát Bảo Sơn, nơi được dành riêng cho các anh hùng cách mạng và các quan chức cấp cao của Chính phủ, với sự tham gia của khoảng 2.000 người có giấy phép tham dự. Nhiều người bất đồng chính kiến, gồm cả thư ký của Triệu Tử Dương là Bào Đồng và lãnh đạo phong trào Các bà mẹ Thiên An Môn Đinh Tử Lâm, bị quản thúc tại gia bị ngăn cản không thể tới tham dự. Quan chức cấp cao nhất tham gia buổi lễ là Giả Khánh Lâm, nhân vật thứ tư của đảng. Những người tham gia được cho phép đi theo nhóm năm người vào nhìn thân thể Triệu Tử Dương được quấn cờ Trung Quốc và chia buồn với gia đình ông. Họ bị cấm mang theo hoa hay mang theo lời chia buồn gắn lên vòng hoa của Chính phủ. Trong buổi lễ không có bài diễn văn ca tụng bởi Chính phủ và gia đình ông không đồng ý được về nội dung của nó: Chính phủ muốn nói rằng ông đã phạm một số sai lầm, gia đình ông từ chối chấp nhận rằng ông đã làm sai. Trong buổi lễ tang, lần đầu tiên truyền hình nhà nước đề cập tới cái chết của Triệu Tử Dương và phát đi một bài cáo phó ngắn thừa nhận công lao của ông trong những cuộc cải cách kinh tế, nhưng nói ông đã phạm "những sai lầm nghiêm trọng" trong những cuộc phản kháng năm 1989. Sau lễ tang, thi hài Triệu Tử Dương được hoả táng. Tro được đưa về nhà ông tại Bắc Kinh bởi Chính phủ từ chối cho ông một chỗ tại Nghĩa trang Cách mạng Bát Bảo Sơn.

## Nỗ lực đòi khôi phục danh dự
Năm 2005, cựu chủ tịch Quốc hội Trung Quốc Vạn Lý cùng hơn 20 cựu thành viên Bộ chính trị đã nghỉ hưu, gồm cả cựu Phó thủ tướng Điền Kỷ Vân, yêu cầu Uỷ ban Trung ương Đảng khôi phục danh tiếng Triệu Tử Dương và tổ chức những buổi tượng niệm vì những đóng góp của ông cho Trung Quốc. Chính phủ Trung Quốc đồng ý tổ chức một buổi lễ vinh danh vị Tổng Bí thư Triệu Tử Dương đã quá cố, nhưng điều này vẫn chưa đáp ứng đủ các yêu cầu từ bên trong cũng như bên ngoài Trung Quốc.

## Hồi ký
Ngày 14 tháng 5 năm 2009, hồi ký bí mật của Triệu Tử Dương được công bố. Cuốn sách có nhan đề tiếng Anh là Prisoner of the State: The Secret Journal of Premier Zhao Ziyang, được tin là được biên tập lại từ một loạt băng ghi âm mà ông đã thực hiện trong lúc bị quản thúc tại gia. Cuốn sách dài 336 trang được soạn thành sách trong thời gian 4 năm từ những băng ghi âm bí mật nói trên. Cũng nên nhắc lại là ông đã bị quản thúc tại gia trong suốt 15 năm cho đến khi mất vào năm 2005. Trong chương cuối cùng, Triệu Tử Dương ca ngợi hệ thống nghị viện dân chủ phương tây và nói rằng đó chính là con đường duy nhất mà Trung Quốc có thể giải quyết nạn tham nhũng và sự cách biệt ngày càng to lớn giữa người giàu và người nghèo.